# Sam Phillips
Samuel Cornelius Phillips, més conegut com a Sam Phillips (Florence, Alabama, 5 de gener de 1923 – Memphis, Tennessee, 30 de juliol de 2003) fou un productor de música i empresari estatunidenc que tingué un paper cabdal pel que fa a l'emergència del rock and roll com a forma capdavantera de música popular durant la dècada del 1950.
Se'l coneix sobretot gràcies a les firmes Sun Studios i Sun Records que va crear i dirigir a Memphis, Tennessee. Mitjançant aquestes firmes Phillips va fer descobrir un gran nombre de músics i cantants talentuosos com ara Howlin' Wolf, Carl Perkins, Jerry Lee Lewis i Johnny Cash. Amb tot el moment àlgid del seu període d'èxit es produí quan va llançar la carrera d'Elvis Presley el 1954. Phillips va vendre Sun el 1969 i va invertir més endavant a la cadena d'hotels Holiday Inn.